# 투차오역

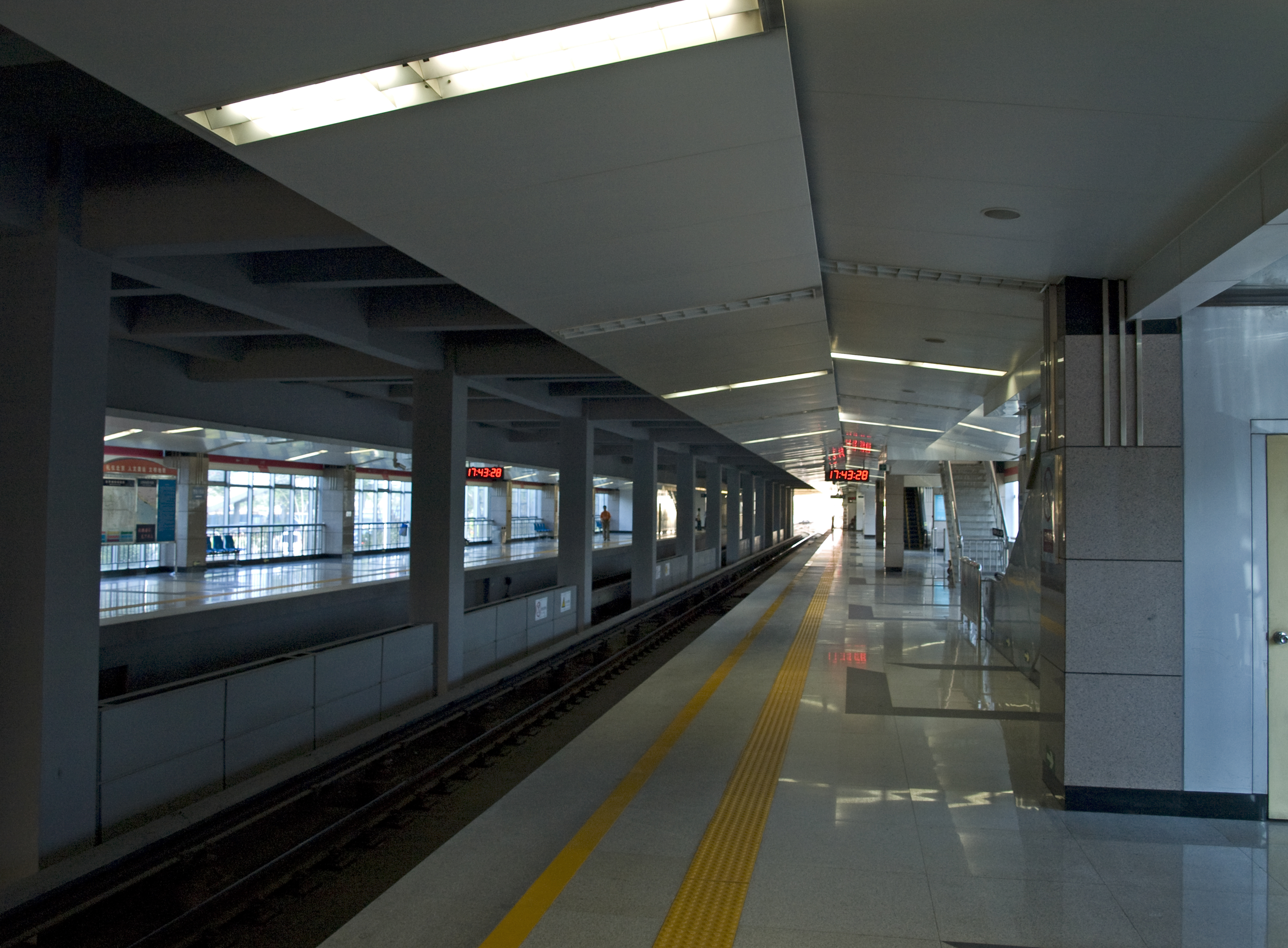
투챠오 역

투챠오역(중국어 간체자: 土桥站, 정체자: 土橋站, 일본어: 土橋駅)은 중화인민공화국 베이징시 퉁저우구 리위안 지구, 위차오 가도·장자완 지구 경계의 징탕로에 위치한 베이징 지하철 바퉁선의 역이다. 역 번호는 BT13이다. 2003년 12월 27일에 개장한 역으로, 2019년 12월 28일 이전에는 바퉁선의 시·종착역이었다.

## 위치
이 역은 주커수 동로(棵樹東路) 남쪽에 위치한다.

## 역 구조

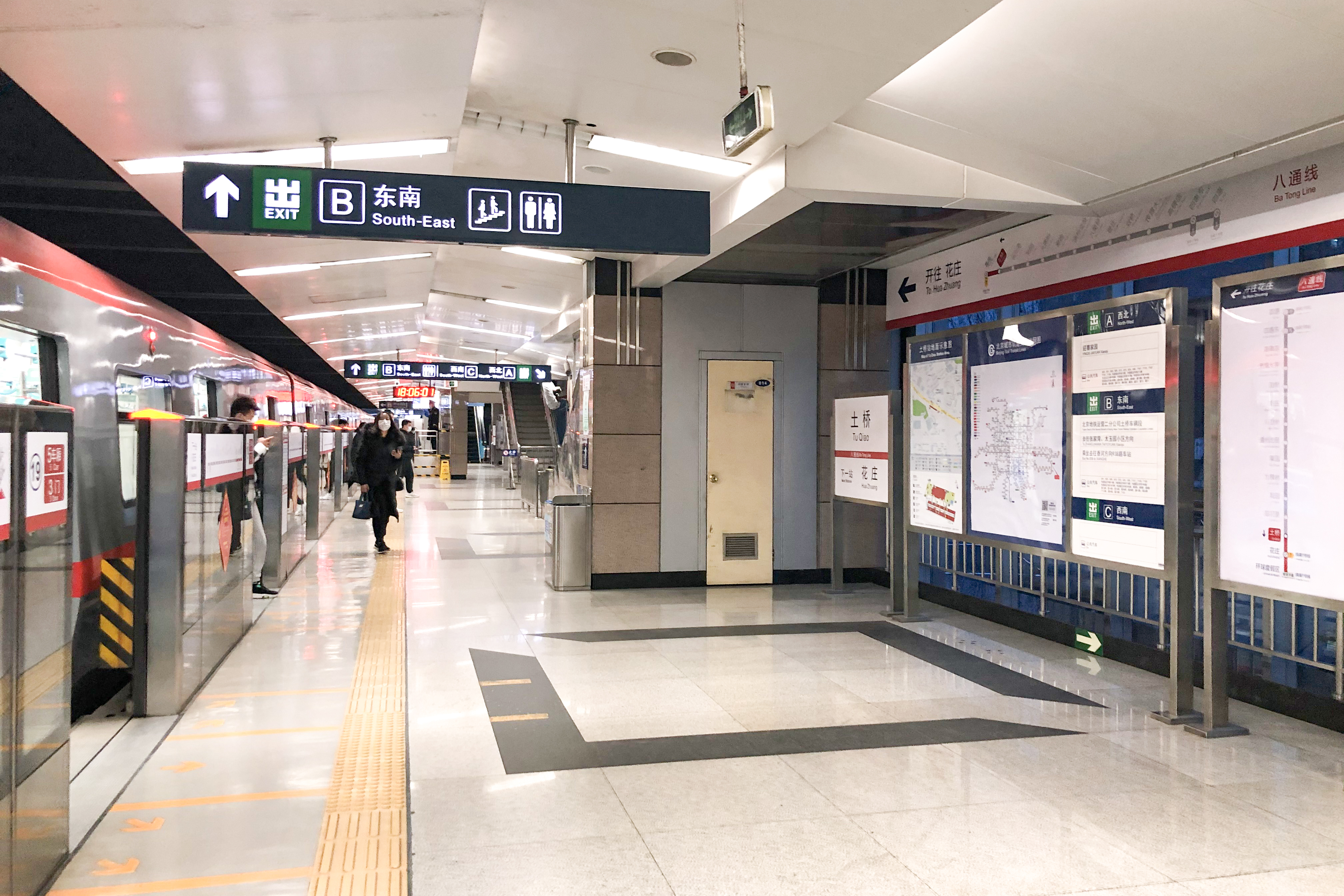
승강장
(2021년 2월 촬영)

### 층별 구조
| 지상 2층 승강장 | 상대식 승강장, 오른쪽 출입문이 열림 | 상대식 승강장, 오른쪽 출입문이 열림    |
| 지상 2층 승강장 | ←                                   | ■ 바퉁선 핑궈위안(1호선) 방면 (린허리) |
| 지상 2층 승강장 | →                                   | ■ 바퉁선 유니버설 리조트 방면 (화좡)   |
| 지상 2층 승강장 | 상대식 승강장, 오른쪽 출입문이 열림 |                                        |
| 지면 대합실 층  | 대합실                              | 고객센터, 자동 발권기, 출입 게이트     |

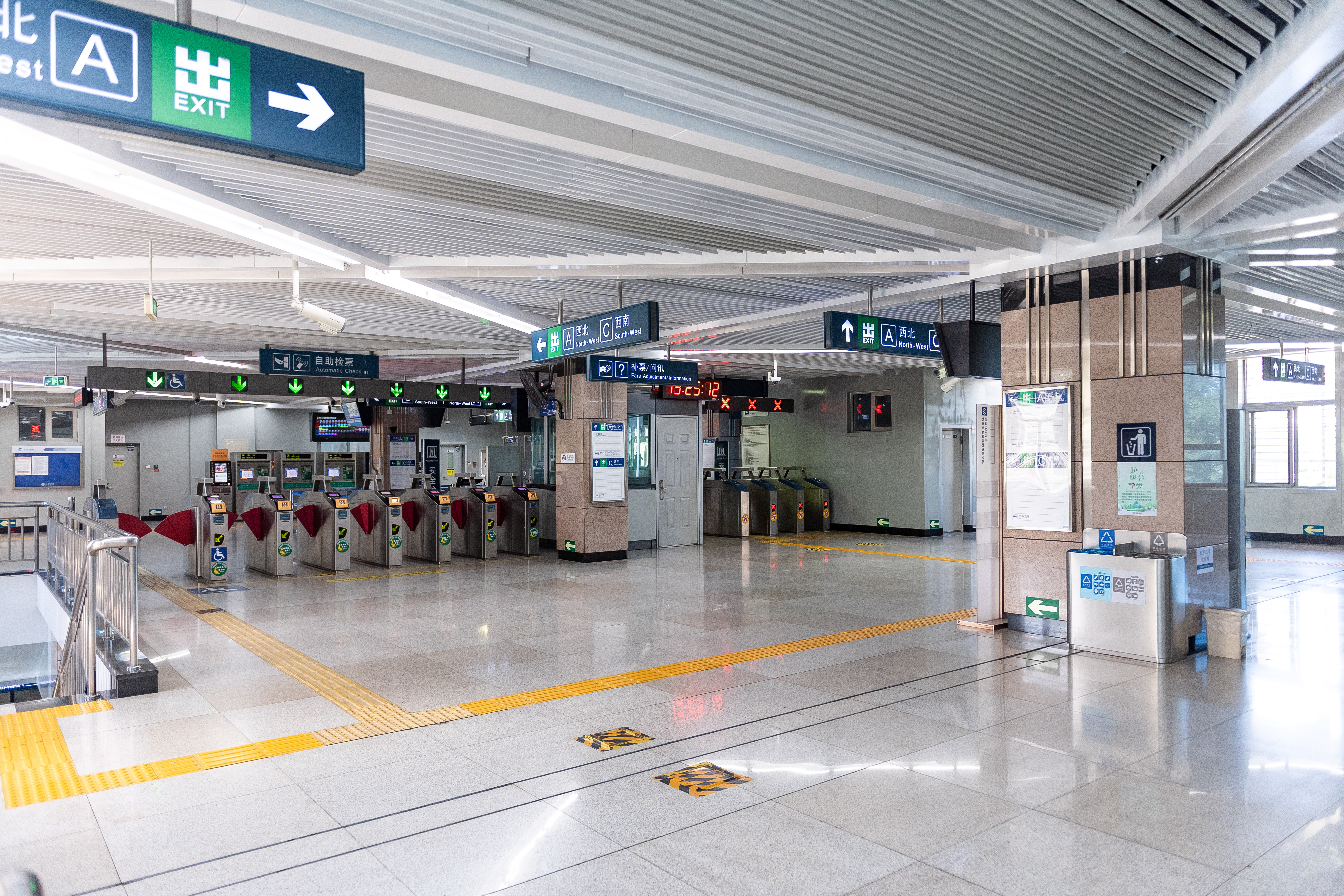
서쪽 대합실
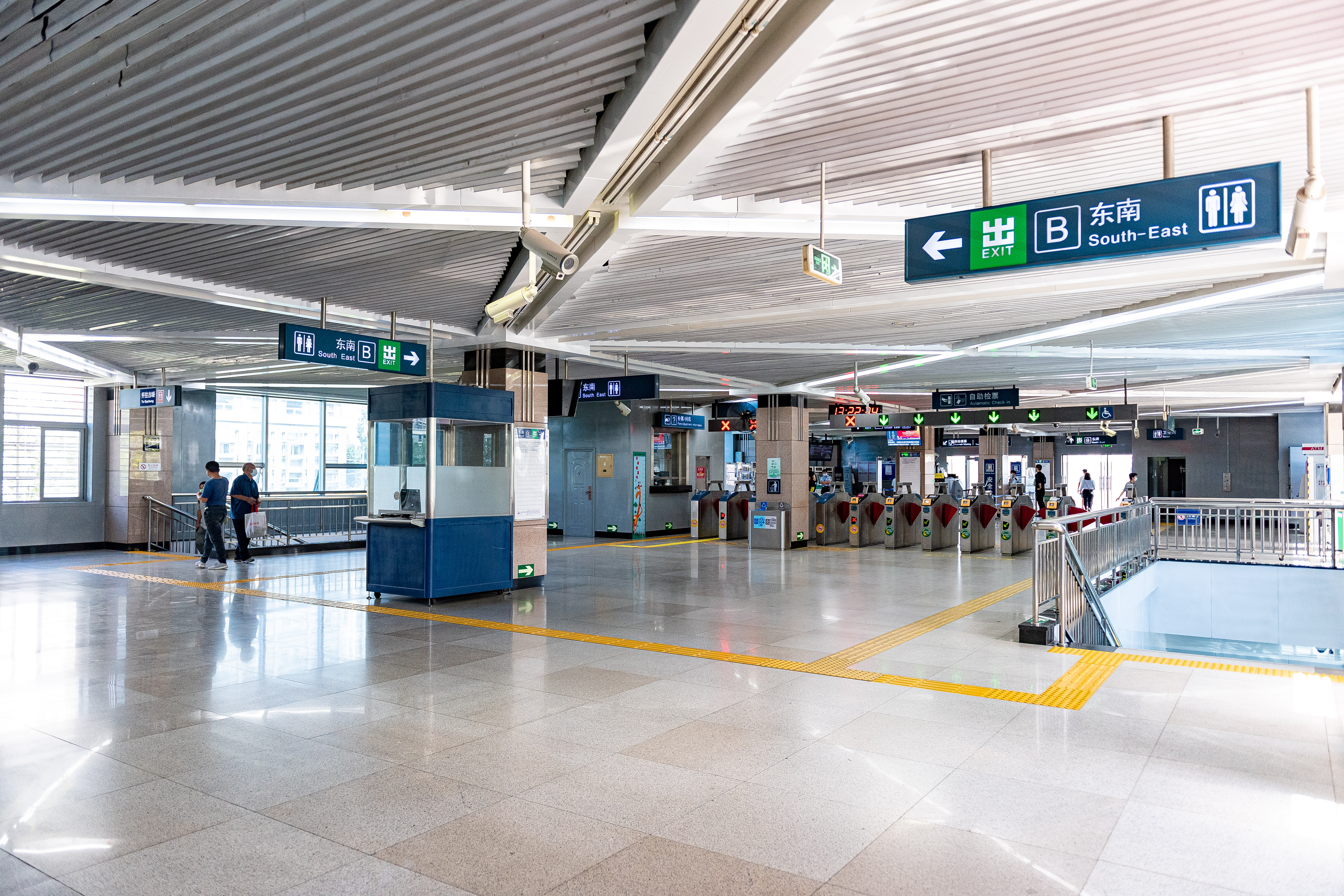
동쪽 대합실

## 역 주변
- 베이징지솬창(중국어 정체자: 北京制線廠)

## 출입구
이 역에는 북서쪽(A), 남서쪽(C), 동쪽(B)의 총 3개의 출입구가 있다.
|                     |                         | |      |             |
| 출구                | 지시                    | 출구 인근 | 사진 | 무장애 시설 |
| 出口 · A            | 주커수 동로(九棵树东路) | 잉시자위안(迎喜家园) |      |             |
| 出口 · B            | 주커수 동로(九棵树东路) | 베이징 지하철 운영 지점 2분 공사 투차오 차량단(北京地铁运营二分公司 土桥车辆段), 추왕장지완(去往张家湾), 타이위위안 커뮤니티 방향(太玉园小区方向), 938번 버스를 타고 샹허역 방향으로 이동(乘坐去往香河方向938路车站) |      | 빈칸        |
| 出口 · C            | 주커수 동로(九棵树东路) | |      | 빈칸        |
| 아이콘 설명: 경사로 |                         | |      |             |

## 역사
- 2003년 12월 27일 - 바퉁선 개통.